# 1978年の航空
< 1978年
1977年の航空 - 1978年の航空 - 1979年の航空

## 航空に関する出来事
- 1月1日 - エア・インディア 855便の ボーイング 747-237Bが、ボンベイ付近のアラビア海に墜落し213人が死亡した。（エア・インディア855便墜落事故）
- 2月22日 - サンディエゴ航空宇宙博物館が放火され、歴史的に貴重な機材が失われた。
- 3月10日 - ミラージュ2000が初飛行。
- 4月20日 - 大韓航空機がソ連へ誤って領空侵犯をしたため、ソ連防空軍機の攻撃を受け、不時着し15人の乗客が死傷した。（大韓航空機銃撃事件）
- 5月9日 - ディビッド・クックがエンジン付きのハング・グライダーでドーバー海峡を横断した。
- 5月20日 - マクダネル・ダグラスが、5,000機目の F-4 ファントムII 戦闘機を納入。原型初飛行からは20年が経っていた。
- 5月20日 - 新東京国際空港（現・成田国際空港）が開港。
- 6月27日 - ポーランドの宇宙飛行士、ミロスワフ・ヘルマシェフスキとソビエトのピョートル・クリムクの搭乗したソユーズ30号が打ち上げられた。

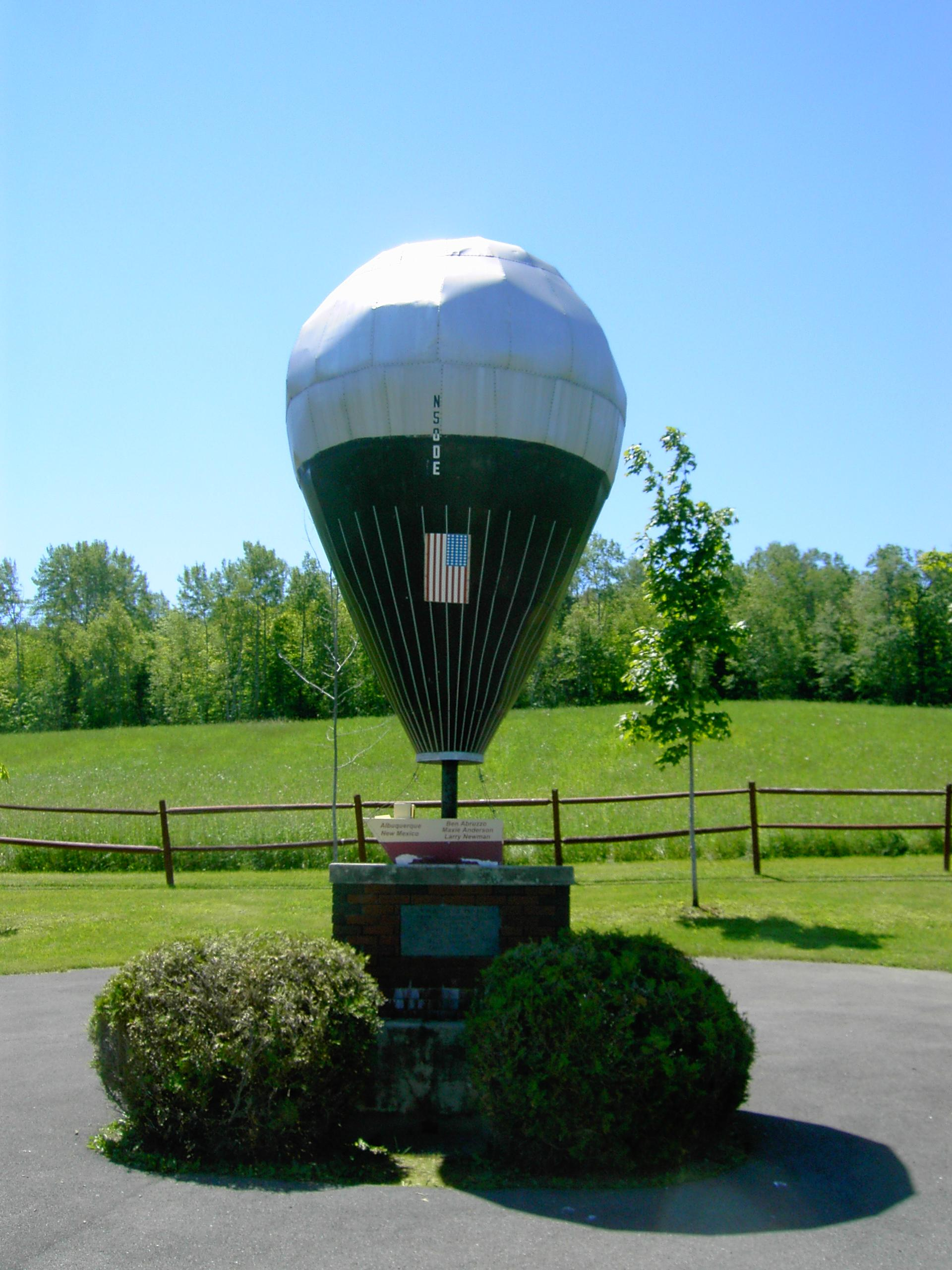
ダブルイーグルII

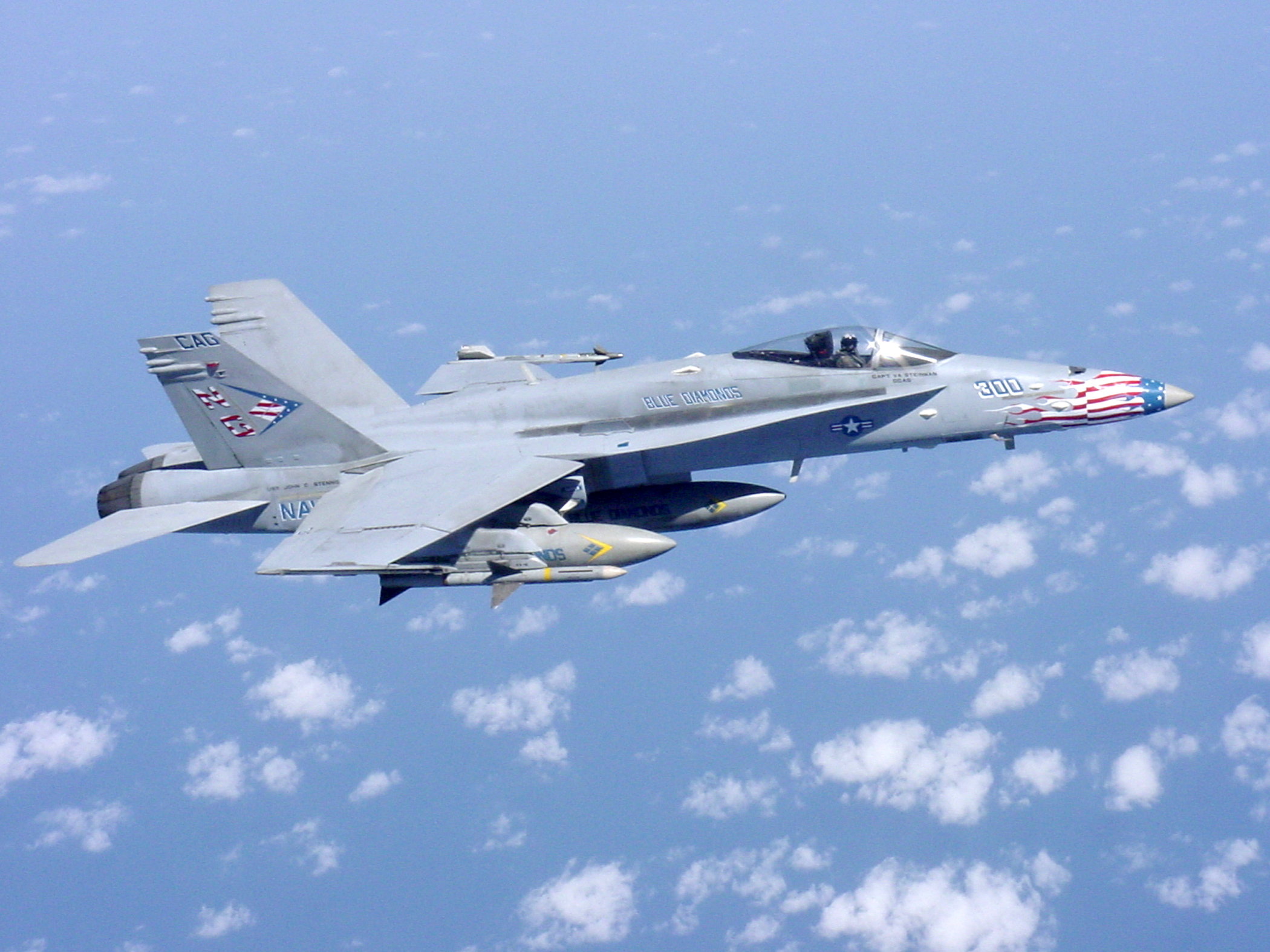
F/A-18 ホーネット

- 8月12日〜17日 - ベン・アブラッゾ、マキシー・アンダーソン、ラリー・ニューマンが、気球ダブルイーグルII号で5日と17時間（137時間）で大西洋の横断に成功した。これは滞空時間と飛行距離の世界新記録となった。
- 8月26日 - 東ドイツの宇宙飛行士、ジークムント・イェーンがソ連のソユーズ31号に搭乗し、ドイツ人初の宇宙飛行士となった。
- 9月3日 - ローデシア紛争でローデシア航空のビッカーズ バイカウントが、ジンバブエ人民同盟（ZAPU）の浸透区域区で、何者かにより発射したソビエト製のSAM-7地対空ミサイルの攻撃で撃墜され、乗員・乗客56名のうち48名が死亡した。うち10人は墜落後にゲリラの手により射殺されたもの[1]。
- 9月13日 - フランスの汎用ヘリコプター、SA 330 ピューマが初飛行。
- 9月15日 -アメリカ合衆国モンタナ州ビリングスのコミューター航空会社、ビッグスカイ航空（Big Sky Airlines）が運行を開始した。
- 9月25日 - サンディエゴ国際空港へ着陸しようとしたボーイング 727-214が訓練飛行中のセスナ機が衝突し乗員乗客137人全員と地上の7人が死亡した。 （パシフィック・サウスウエスト航空182便墜落事故）
- 10月21日 - オーストラリアでセスナ 182で訓練飛行中のフレデリック・ポール・バレンティッチが管制官と奇妙な無線のやり取りをした後、行方不明になった。UFO関連で語られる事件のひとつである。
- 10月28日 - アメリカで、航空規制緩和法が成立。
- 11月8日 - ボンバルディア チャレンジャー 600が初飛行。
- 11月9日 - AV-8A改造の試作機、YAV-8B ハリアー IIが初飛行。
- 11月18日 - 米国の戦闘機、F/A-18 ホーネットが初飛行。
- 12月19日 - ソ連の早期警戒管制機(Самолет ДРЛО)、ベリエフA - 50 メインステイが初飛行。

## 1978年に初飛行した機体の画像

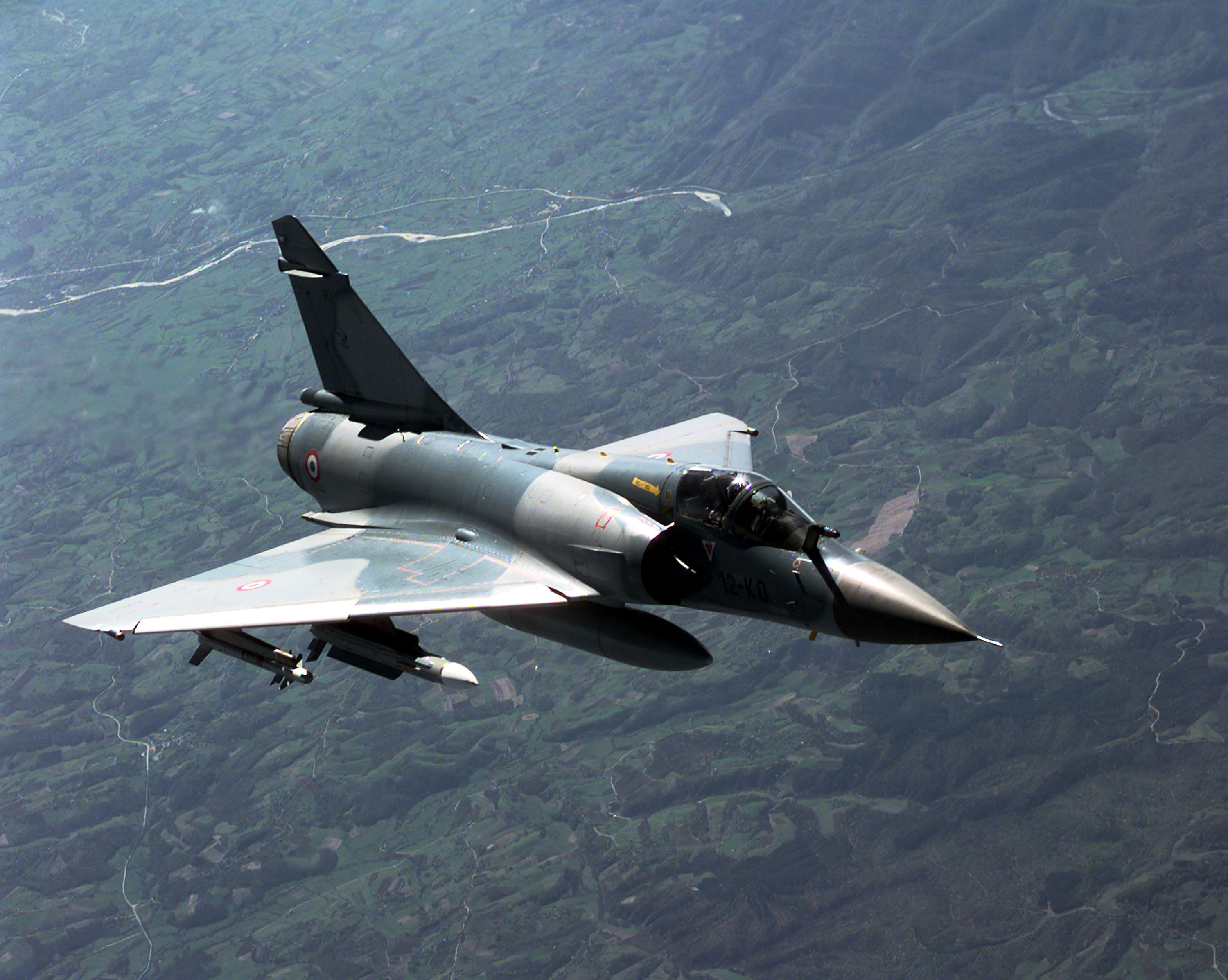
ダッソー ミラージュ 2000 （3月10日）
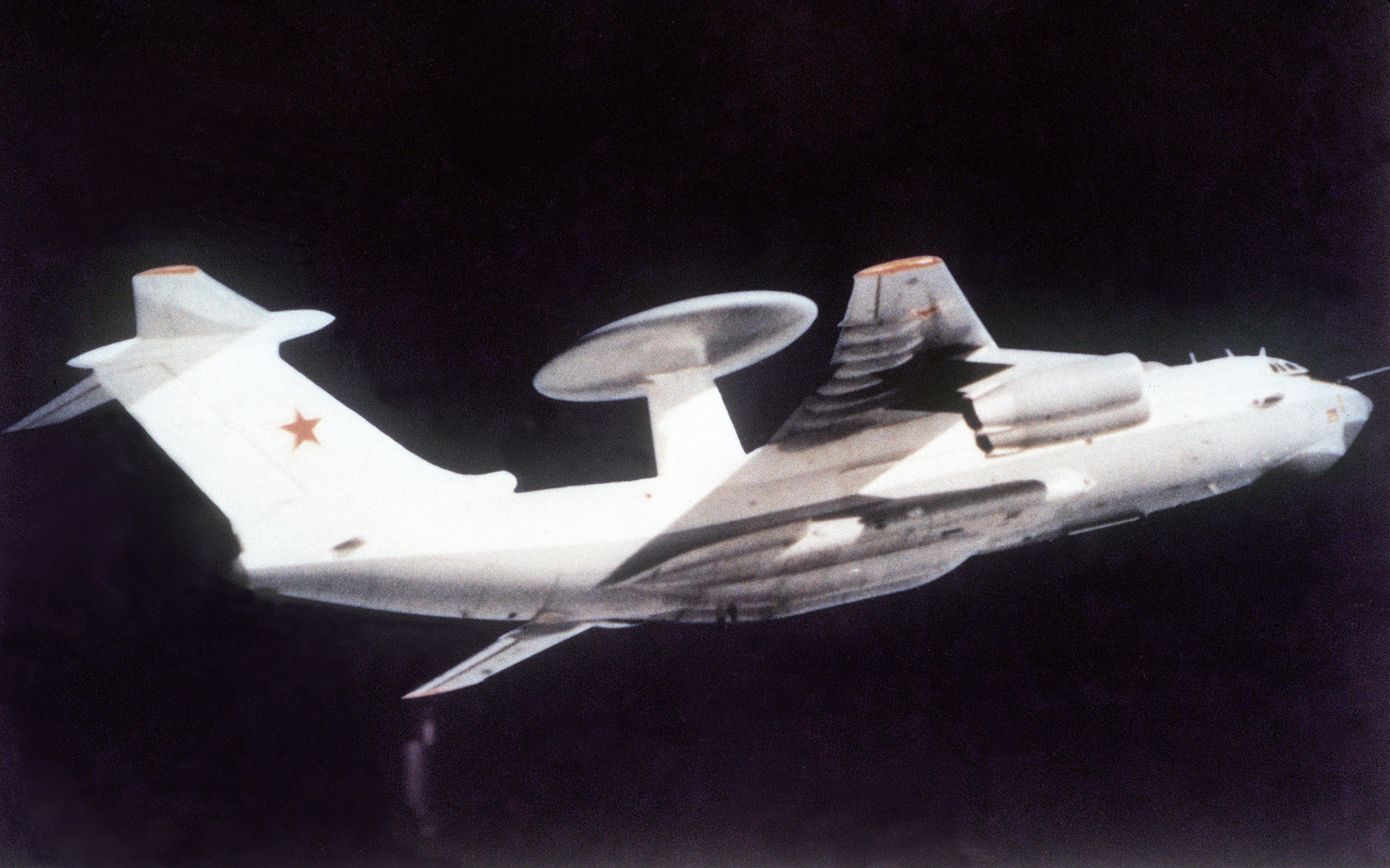
ベリエフ A-50 （8月16日）

## 航空に関する賞の受賞者
- デラボー賞：ベン・アブラッゾ (USA)、マキシー・アンダーソン (USA)、ユーリー・ロマネンコ(USSR)、ゲオルギー・グレチコ (USSR)、ウラジーミル・コワリョーノク (USSR)、Alexandr Ivanchenkov (USSR)
- FAI・ゴールド・エア・メダル：ハンス＝ヴェルナー・グローゼ